# Roberto Dotti
Roberto Dotti (25 de julio de 1961) es un deportista italiano que compitió en ciclismo en la modalidad de pista, especialista en la prueba de medio fondo.
Ganó dos medallas en el Campeonato Mundial de Ciclismo en Pista, oro en 1985 y plata en 1984.

## Medallero internacional
| Campeonato Mundial | Campeonato Mundial | Campeonato Mundial | Campeonato Mundial |
| Año                | Lugar              | Medalla            | Competición        |
| ------------------ | ------------------ | ------------------ | ------------------ |
| 1984               | Barcelona (España) | Medalla de plata   | Medio fondo (A)    |
| 1985               | Bassano (Italia)   | Medalla de oro     | Medio fondo (A)    |